# PHM Racing

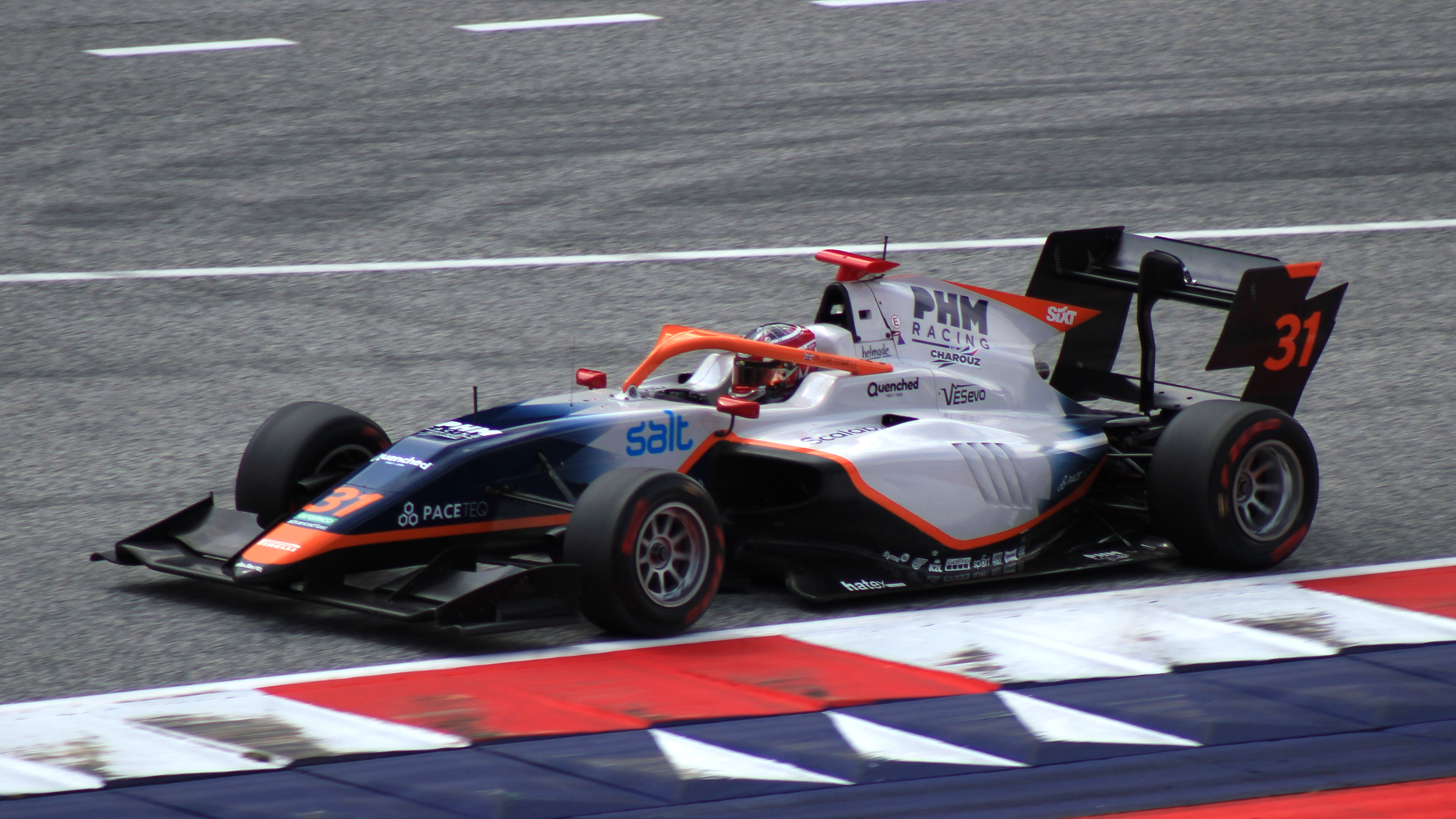
McKenzy Cresswell fährt einen FIA-Formel-3-Wagen von PHM Racing auf dem Red Bull Ring (2023)

PHM Racing (derzeit aus Sponsoringgründen PHM AIX Racing) ist ein deutsches Autorennteam. PHM Racing wurde 2021 gegründet und begann im Jahr 2022, nach der Übernahme der Formel-4-Abteilung von Mücke Motorsport, an ersten Rennen teilzunehmen. Sie traten in der deutschen Formel-4-Meisterschaft, der Formel-4-Meisterschaft der Vereinigten Arabischen Emirate, der FIA Formel 3 und der FIA Formel 2 an, in den beiden letzteren in Zusammenarbeit mit Charouz Racing System unter dem Namen „PHM Racing by Charouz“. Im Jahr 2024 übernahm PHM die volle Kontrolle über den Betrieb des F2- und F3-Teams und kündigte einen neuen Sponsoringvertrag mit der AIX Investment Group an, der das Team in PHM AIX Racing umbenannte.

## Geschichte
PHM Racing entstand aus den Überresten von Mücke Motorsport, das sein Formelprogramm Ende 2021 auflöste, und wurde von Paul Müller mit einem Team, das größtenteils aus ehemaligen Mücke-Mitarbeitern bestand, und dem Ziel, eine gemeinnützige Organisation zu sein, gegründet. Das Team machte 2022 seinen ersten Schritt in den Rennsport in der Formel-4-VAE mit Nikita Bedrin, Jonas Ried und Taylor Barnard als Fahrern. Nachdem das Team mit Barnard den ersten Rennsieg überhaupt, und zwei weitere Siege durch Bedrin erzielte, gab Teambesitzer Paul Müller bekannt, dass PHM Racing in die italienische und deutsche F4-Serie einsteigen würde.

## Teilnahme in Rennserien
| Aktuelle Teilnahmen                                       | Aktuelle Teilnahmen |
| --------------------------------------------------------- | ------------------- |
| Italienische Formel 4                                     | 2022 bis heute      |
| Formel-4-Meisterschaft der Vereinigten Arabischen Emirate | 2022 bis heute      |
| FIA Formel 2                                              | 2023 bis heute      |
| FIA Formel 3                                              | 2023 bis heute      |
| Formula Regional Middle East Championship                 | 2023 bis heute      |
| Zentraleuropäische Formel-4-Meisterschaft                 | 2023 bis heute      |
| Euro 4 Championship                                       | 2023 bis heute      |
| Frühere Teilnahmen                                        |                     |
| Deutsche Formel-4-Meisterschaft                           | 2022                |